# 台中市公車101路
台中市公車101路目前行駛自敦化后庄七街口到彰化車站，由台中客運營運。

## 歷史
- 2007年8月1日：本線由102路（黃牌）改為101路。
- 2007年10月14日：調整台中車站行駛動線。
- 2009年6月1日：因公路客運路線編號統一改為四碼，本線編號改為6101。
- 2011年2月14日：本線移撥為台中市公車101路。
- 2012年9月15日：原陳平之端點，延駛至敦化公園。
- 2013年2月1日：原敦化公園之端點，延駛至敦化后庄七街口，並將路線名稱由水湳－彰化火車站更名為「敦化后庄七街口－彰化火車站」。
- 2015年3月1日：「第一信用」撤站並併入「彰化銀行（臺灣大道）」。
- 2015年5月1日：「宜寧中學」更名為「宜寧中學（復興路）」。
- 2017年4月1日：「宜寧中學（復興路）」更名為「復興南平路口」。
- 2017年7月1日：「原民館」更名為「彰化縣原住民生活館」。
- 2017年9月1日：「樹義里」更名為「復興文心南路口」。
- 2018年2月1日：「中山榮和路口」更名為「中山榮和路口（林新醫院）」。
- 2019年1月1日：「臺中火車站」更名為「臺中車站（臺灣大道）」。
- 2019年6月1日：「中山榮和路口（林新醫院）」更名為「烏日林新醫院（榮和路口）」。
- 2019年12月13日：調整部分班次發車時刻。
- 2020年11月19日：「文化創意園區」更名為「文化部文化資產園區」。
- 2021年4月25日：烏日公車南站啟用調整行駛動線，不再停靠「高鐵臺中站」，改停靠「新烏日車站」。
- 2021年10月1日：「和平國小」更名為「和平國小(復興路)」。
- 2025年3月1日：彰化車站因附近商家投訴空氣污染，自3月1日起改停統聯客運（彰化站）與統聯客運共用。

## 路線基本資料
單程行車里數約28.2公里，單程行車時間約1小時40分。往彰化車站74站，往敦化后庄七街口70站。
自敦化后庄七街口起，沿臺中市北屯區敦化路一段、中清路二段、北區中清路一段、五權路、西區五權路、民權路、中區自由路二段、臺灣大道一段、建國路、南區臺中路、復興路三、二、一段、烏日區中山路一段、二段、高鐵東路、站區一路、站區二路、高鐵路二段、高鐵二路、中山路三段、彰化縣彰化市中山路三段、二段、光復路、三民路到彰化車站。

### 時刻表
- 時刻表僅供參考，請以台中客運網站公告為準。
- 時刻表更新時間為2025年3月3日。

| 台中市公車101路平/假日時刻列表 | 台中市公車101路平/假日時刻列表 | 台中市公車101路平/假日時刻列表 | 台中市公車101路平/假日時刻列表 |
| ------------------------------ | ------------------------------ | ------------------------------ | ------------------------------ |
| 敦化后庄七街口開時刻           | 敦化后庄七街口開備註           | 彰化車站開時刻                 | 彰化車站開備註                 |
| 06:00                          | -                              | 06:00                          | -                              |
| 06:25                          | -                              | 06:30                          | -                              |
| 07:00                          | -                              | 07:00                          | -                              |
| 07:50                          | -                              | 07:50                          | -                              |
| 08:20                          | -                              | 08:20                          | -                              |
| 09:00                          | -                              | 08:50                          | -                              |
| 09:40                          | -                              | 09:40                          | -                              |
| 10:40                          | -                              | 10:10                          | -                              |
| 11:10                          | -                              | 10:50                          | -                              |
| 12:00                          | -                              | 11:30                          | -                              |
| 13:00                          | -                              | 12:30                          | -                              |
| 13:30                          | -                              | 13:00                          | -                              |
| 14:20                          | -                              | 13:50                          | -                              |
| 15:00                          | -                              | 14:50                          | -                              |
| 15:50                          | -                              | 15:20                          | -                              |
| 16:20                          | -                              | 16:10                          | -                              |
| 16:50                          | -                              | 17:00                          | -                              |
| 17:10                          | -                              | 17:55                          | -                              |
| 18:20                          | -                              | 18:20                          | -                              |
| 19:20                          | -                              | 18:50                          | -                              |
| 20:10                          | -                              | 19:10                          | -                              |
| 20:45                          | -                              | 20:20                          | -                              |
| 21:00                          | -                              | 21:00                          | -                              |

### 收費
- 依里程計費；刷電子票證10公里免費及扣款最高金額60元優惠。
- 里程計費說明：
  - 基本里程：10公里。
  - 基本里程票價全票20元、半票11元。
  - 超過基本里程（10公里）計費方式：
    - 全票=[2.431 x 搭乘里程數x （1+5%營業稅）] （四捨五入）
    - 半票=[2.431 x 搭乘里程數x （1+5%營業稅）] x 50% （四捨五入）

  - 兒童、老人、身心障礙者及其陪伴者依規定半票收費。

### 停站
- 參見右側站牌路線圖。[3]
- 路線圖更新時間為2025年3月12日。

## 臺灣大道幹線轉乘資訊
| 臺灣大道幹線   |                          |                      |                               |                  |
| 專用道車站名稱 |                          | 慢車道公車站牌名稱   |                               | 備註             |
| 臺中火車站     | Taichung Railway Station | 臺中車站             | Taichung Railway Station      | －               |
| 仁愛醫院       | Jen-Ai Hospital          | 第二市場（臺灣大道） | 2nd Market (Taiwan Boulevard) | 僅返程往水湳行經 |